# Womanizer
"Womanizer"는 미국의 팝 가수 브리트니 스피어스의 6번째 정규 음반 Circus의 첫 번째 싱글이다. Nikesha Briscoe, Rapheal Akinyemi가 작곡하였다.
이 곡은 미국, 캐나다, 스페인, 스웨덴 등에서 에어플레이 차트 1위를 기록하였다. 10월 25일자 미국의 빌보드 핫 100 차트에서 1위를 기록해 브리트니의 두 번째로 1위한곡이 되었고, 디지털 다운로드 건수는 3백만건 이상을 돌파하였다.

## 트랙 리스트

### 디지털 다운로드
1. "Womanizer" (Main Version) — 3:43

## 차트 행렬
| 빌보드 핫 100 1위 싱글                   |                  |                            |
| 이전                                     | 2008년 10월 28일 | 다음                       |
| T.I. featuring 리한나의 "Live Your Life" | 2008년 10월 28일 | T.I.의 "Whatever You Like" |
|                                          |                  |                            |
|                                          |                  |                            |

| 캐나디안 핫 100 1위 싱글 |                                     |                            |
| 이전                     | 2008년 10월 25일 - 2008년 11월 22일 | 다음                       |
| "So What"의 핑크         | 2008년 10월 25일 - 2008년 11월 22일 | "Hot n Cold"의 케이티 페리 |
|                          |                                     |                            |
|                          |                                     |                            |